# Jan van Zanen

Jan van Zanen im Jahre 2020

Jan Hendrikus Cornelis van Zanen (* 4. September 1961 in Purmerend) ist ein niederländischer Verwaltungsbeamter und Politiker der VVD. Seit dem 1. Juli 2020 ist er Bürgermeister von Den Haag. Vorher war er Bürgermeister von Utrecht (2014–2020) und Amstelveen (2005–2013) sowie Parteivorsitzender der VVD (2003–2008). Seit 2015 ist er Vorsitzender der Vereinigung niederländischer Gemeinden.

## Lebenslauf
Van Zanen wuchs in Edam auf und war nationaler Vizepräsident der Jongerenorganisatie Vrijheid en Democratie (JOVD, Jugendorganisation Freiheit und Demokratie). Er studierte Jura an der Vrije Universiteit Amsterdam und an der Cornell Law School der Cornell University in Ithaca (New York). Nach dem Militärdienst bei der Koninklijke Luchtmacht, aus der er als Reserveoffizier ausschied, war er von 1991 bis Ratsmitglied für die VVD in Utrecht. Von 1998 bis 2005 war er in Utrecht Beigeordneter unter anderem für den öffentlichen Raum, Finanzen und wirtschaftliche Angelegenheiten. Von 2005 bis 2013 war er Bürgermeister von Amstelveen.
Außerdem war er 2003 bis 2008 als Nachfolger von Bas Eenhoorn Vorsitzender der VVD. Van Zanen schrieb 1994 eine Biografie über eine frühere VVD-Präsidentin, Haya van Someren-Downer. Van Zanen gewann 1996 den Thorbecke-Preis für Eloquenz in der politischen Sprache. 2005 erhielt er bei seinem Abschied als Beigeordneter die Silberne Stadtmedaille Utrechts. Im selben Jahr erhielt er bei seinem Abschied als Parteivorsitzender von seinem Nachfolger Ivo Opstelten den Thorbecke-Preis. Van Zanen wurde bei seiner Verabschiedung als Bürgermeister von Amstelveen zum Ehrenbürger dieser Gemeinde ernannt. Am 28. März 2015 ernannte die allgemeine Versammlung der JOVD Van Zanen zum Ehrenmitglied.
Am 1. Juli 2020 wurde Van Zanen zum Bürgermeister von Den Haag ernannt. Am 11. Oktober 2020 erhielt er während des Utrecht Rainbow Festivals aufgrund seines Beitrags zur Akzeptanz und Sichtbarkeit der LGBT-Gemeinschaft den Annie-Brouwer-Korf-Preis 2020. Am 12. Februar 2021 wurde er für eine dritte Amtsperiode zum Vorsitzenden des niederländischen Städte- und Gemeindeverbands ernannt.

## Privatleben
Der reformierte Christ van Zanen gehört der Protestantischen Kirche in den Niederlanden an. Er hat eine Lebenspartnerin und zwei Kinder.

## Bibliografie
- Vrij opwindend: crisis binnen Neêrlands gezelligste ideologie: het liberalisme (1987; mit Jules Maaten) ISBN 90-5087-013-9
- Haya, vrouw voor vrijheid en democratie (1994) ISBN 90-5018-235-6